# NRJ Music Awards de 2022
O NRJ Music Awards de 2022 foi realizado em 18 de novembro de 2022, no Palais des Festivals, em Cannes, na França. A cerimônia foi transmitida ao vivo pela rede de televisão francesa TF1 e pela estação de rádio NRJ, foi apresentada por Camille Combal, e teve como canção-tema "As It Was", de Harry Styles.
A premiação desse ano foi excepcionalmente apresentada por Camille Combal, após Nikos Aliagas ter sofrido uma lesão durante o programa Star Academy. Os indicados foram anunciados em 10 de outubro de 2022, e a votação seguiu de 12 de outubro a 18 de novembro de 2022, data da cerimônia.
Esse ano, três novas categorias foram adicionadas à premiação: "Social Hit", que premia artistas e canções emergentes nas novas mídias digitais; "Cover/Adaptação"; e "Turnê Francófona do Ano". Além disso, a categoria "Clipe do Ano" foi dividida em "Clipe Internacional do Ano" e "Clipe Francófono do Ano".

## Performances
| Artista(s)                    | Canção(ões)                   | Apresentado(s) por |
| ----------------------------- | ----------------------------- | ------------------ |
| Angèle                        | "Amour, Haine & Danger"       | Camille Combal     |
| Orelsan                       | "La Quête"                    | Camille Combal     |
| Clara Luciani                 | "Coeur"                       | Camille Combal     |
| Bigflo et Oli Julien Doré     | "Coup de Vieux"               | Camille Combal     |
| Lujipeka                      | "Poupée Russe"                | Camille Combal     |
| Adé                           | "Tout Savoir"                 | —                  |
| Lizzo                         | "2 Be Loved"                  | Camille Combal     |
| Ava Max                       | "Million Dollar Baby"         | Camille Combal     |
| Stromae                       | "La Solassitude"              | Camille Combal     |
| Amir Haddad                   | "Ce Soir"                     | Camille Combal     |
| Pierre de Maere               | "Un Jour Je Marierai Un Ange" | Camille Combal     |
| Yanns                         | "Clic Clic Pan Pan"           | —                  |
| Bebe Rexha                    | "I'm Good (Blue)"             | David Guetta       |
| Aya Nakamura Damso            | "Dégaine"                     | Camille Combal     |
| Slimane                       | "La Recette"                  | Camille Combal     |
| Rosalía                       | "Despechá"                    | Camille Combal     |
| Gayle                         | "ABCDEFU"                     | Camille Combal     |
| Yungblud Louane               | "Tissues"                     | Camille Combal     |
| M. Pokora                     | "Qui On Est"                  | Camille Combal     |
| Soprano Gradur                | "Venga Mi"                    | Camille Combal     |
| Mentissa                      | "Et Bam"                      | Camille Combal     |
| Adèle Castillon               | "Impala"                      | —                  |
| Kendji Girac Juliette Armanet | "Eva"                         | Camille Combal     |
| Izïa                          | "Mon Cœur"                    | Camille Combal     |
| Soolking                      | "Suavamente"                  | Camille Combal     |
| Keen'V                        | "Outété"                      | Camille Combal     |
| Juliette Armanet              | "La Flamme"                   | Camille Combal     |

Notas
1. ↑  Ao vivo do restaurante Banana Blue, em Cannes, Costa Azul, na França.
2. ↑  Ao vivo de Vancouver, Colúmbia Britânica, no Canadá.

## Vencedores e indicados
Os indicados foram anunciados em 10 de outubro, e os vencedores foram revelados em 18 de novembro de 2022.
| Cantor Francófono (apresentado por The Avener) | Cantora Francófona (apresentado por Yanis Marshall) |
| --- | --- |
| - Orelsan - Amir - Keen'V - Kendji Girac - M. Pokora - Slimane - Soprano - Stromae - Tayc | - Angèle - Amel Bent - Aya Nakamura - Camélia Jordana - Clara Luciani - Izïa - Juliette Armanet |
| Cantor Internacional (apresentado por Santa e Amir) | Cantora Internacional (apresentado por Bilal Hassani) |
| - Ed Sheeran - David Guetta - Farruko - Harry Styles - Lil Nas X - The Weeknd | - Lady Gaga - Adele - Anitta - Ava Max - Beyoncé - Camila Cabello - Lizzo - Shakira |
| Grupo / Duo Francófono (apresentado por Eva Longoria) | Grupo / Duo Internacional (apresentado por Clara Luciani) |
| - Bigflo et Oli - 47Ter - Indochine - Louise Attaque - Terrenoire | - Imagine Dragons - Black Eyed Peas - Blackpink - Coldplay - Måneskin - Muse - [OneRepublic]] |
| Canção Francófona do Ano (apresentado por Camille Combal) | Canção Internacional do Ano (apresentado por Pierre de Maere) |
| - M. Pokora - "Qui On Est" - Amir - "Ce Soir" - Aya Nakamura com part. de Damso - "Dégaine" - Bigflo et Oli com part. de Julien Doré - "Coup de Vieux" - Clara Luciani - "Cœur" - Izïa - "Mon Cœur" - Keen'V - "Outété" - Kendji Girac - "Eva" - Orelsan - "La Quête" - Slimane - "La Recette" - Soolking - "Suavemente" - Soprano com part. de Gradur9 - "Venga Mi"                                                            | - Harry Styles - "As It Was" - Anitta - "Envolver" - Black Eyed Peas com part. de Shakira e David Guetta - "Don't You Worry" - Camila Cabello com part. de Ed Sheeran - "Bam Bam" - David Guetta e Bebe Rexha - "I'm Good (Blue)" - Gayle - "ABCDEFU" - Imagine Dragons - "Bones" - Rema - "Calm Down" |
| Hit Social do Ano (apresentado por Cauet e Ciryl Gane) | Cover / Adaptação do Ano (apresentado por Soprano e Just Riadh) |
| - Alonzo com part. de Ninho e Naps - "Tout Va Bien" - Central Cee - "Doja" - CKay - "Emiliana" - DJ Kayz com part. de Naza e KeBlack - "Comme d'Hab" - Elley Duhé - "Middle of the Night" - Jason Derulo com part. de Duke & Jones, Louis Theroux e Amelia Dimz - "Jiggle Jiggle" - Pascal Letoublon - "Friendships" - Sofía Reyes com part. de Jason Derulo e De La Ghetto - "1,2,3" - Soolking com part. de Niska - "Balader" | - Soolking - "Suavemente" - Black M - "On Va Yeke" - Boris Way - "Running Up That Hill" - David Guetta e Bebe Rexha - "I'm Good (Blue)" - Nicki Minaj - "Super Freaky Girl" - Sound of Legend - "Maniac" - Yungblud - "Tissues"                                                                        |
| Colaboração Francófona do Ano (apresentado por Kendji Girac) | Colaboração Internacional do Ano (não entregue durante a cerimnia) |
| - Bigflo et Oli com part. de Julien Doré - "Coup de Vieux" - Angèle com part. de Damso - "Démons" - Dadju e Ronisia - "Toko Toko" - Orelsan com part. de Skread - "Ensemble" - Soprano com part. de Gradur - "Venga Mi" - Zeg P com part. de Hamza e SCH - "Fade Up" | - Camila Cabello com part. de Ed Sheeran - "Bam Bam" - Black Eyed Peas com part. de Shakira e David Guetta - "Don't You Worry" - Elton John e Britney Spears - "Hold Me Closer" - Fireboy DML e Ed Sheeran - "Peru" - Rema e Selena Gomez - "Calm Down" - Rosalía com part. de The Weeknd - "La Fama"  |
| Clipe Francófono do Ano (apresentado por Ofenbach) | Clipe Internacional do Ano (não entregue durante a cerimônia) |
| - Bigflo et Oli com part. de Julien Doré - "Coup de Vieux" - Adé - "Tout Savoir" - Angèle com part. de Damso - "Démons" - Orelsan - "La Quête" - Stromae com part. de Camila Cabello - "Mon Amour" - Vald com part. de Orelsan - "Péon" | - Harry Styles - "As It Was" - Black Eyed Peas com part. de Shakira e David Guetta - "Don't You Worry" - Blackpink - "Pink Venom" - Coldplay e Selena Gomez - "[[Let Som]ebody Go]" - Lewis Capaldi - "Forget Me" - Lizzo - "About Damn Time"                                                          |
| Revelação Francófona do Ano (apresentado por Angèle) | Revelação Internacional do Ano (apresentado por Manu Levy e Billy Crawford) |
| - Lujipeka - Adé - Adèle Castillon - Mentissa - Pierre de Maere - Yanns | - Sofia Carson - Burna Boy - Dermot Kennedy - Gayle - Rema - Rosalía - Yungblud |
| Revelação Belga do Ano (não entregue durante a cerimônia) | DJ do Ano (apresentado por Mentissa e Cerrone) |
| - Pierre de Maere - Rori - Jérémie Makiese - Mentissa - Berre | - David Guetta - Boris Way - Calvin Harris - Feder - Kungs - Ofenbach - The Avener |
| Turnê Francófona do Ano (apresentado por Izïa) | Prêmio de Mérito (apresentado por Louane) |
| - Orelsan - Clara Luciani - Grand Corps Malade - Indochine - Julien Doré - Juliette Armanet - Soprano | Renaud |
| Prêmio de Mérito (apresentado por M. Pokora) | |
| Jenifer | |

Notas
1. ↑  Pré-gravado em sua casa, em Beverly Hills, Califórnia, nos Estados Unidos.